# Юзеф Сулімович
Юзеф Сулімович (пол. Józef Sulimowicz; нар. 25 грудня 1913, Галич, Австро-Угорщина — пом. 5 березня 1973, Варшава, Польща) — польський військовий і тюрколог караїмського походження, полковник Збройних сил Польської Народної Речі Посполитої, багаторічний директор Центральної військової бібліотеки (1960—1972).

## Життєпис
У 1933 році почав вивчати сходознавство у Варшавському університеті в Ананія Зайончковського, але початок війни не дозволив йому закінчити їх. Примусово призваний до Червоної армії, в 1944 році вступив до 1-ї армії Войська Польського, з якою й пройшов бойовий шлях, беручи участь, зокрема, у боях за прорив Померанського валу та за Колобжег. У 1946 році нагороджений Хрестом Хоробрих. Після закінчення війни залишався на чинній службі, дослужився до звання полковника. Обіймав посаду директора Будинку польської армії, а потім, з жовтня 1960 року по травень 1972 року, директора Центральної військової бібліотеки у Варшаві.
У 1969 році відновив навчання в Інституті сходознавства Варшавського університету і здобув ступінь магістра з тюркології на основі роботи під назвою «Лексичний матеріал кримськокараїмської мовної пам’ятки (надрукованих з 1734 року)». колекціонер караїмських рукописів.